# Чемпионат Европы по футболу 2022 среди юношей до 17 лет
Чемпионат Европы по футболу до 17 лет 2022 года (англ. 2022 UEFA European Under-17 Championship, ивр. 2022 אליפות אירופה עד גיל 17 של אופ"א‎) — 19-й розыгрыш чемпионата Европы по футболу среди юношей до 17 лет (и 38-м розыгрышем юношеского чемпионата Европы, включая турниры до 16 лет), который прошёл в Израиле с 16 мая по 1 июня 2022 года. В турнире приняли участие футболисты, родившиеся не раньше 1 января 2005 года. Чемпионат выиграла сборная Франции.
Турнир прошëл спустя три года после предыдущего состоявшегося в 2019 году чемпионата Европы, так как турнир 2020 года в Эстонии и турнир 2021 года на Кипре были отменены из-за пандемии COVID-19.

## Выбор места проведения
Заявки стран на проведение турнира были поданы в начале 2019 года.  В сентябре того же года на собрании исполнительного комитета УЕФА в Любляне Кипр и Израиль были выбраны в качестве организаторов чемпионатов Европы по футболу до 17 лет 2021 и 2022 годов соответственно.

## Квалификация
В отборочном турнире приняли участие 55 из 54 национальных сборных (кроме Израиля, хозяина турнира, получившего автоматическую квалификацию).

### Квалифицировались в финальный турнир
Следующие команды квалифицировались в финальный турнир в Израиле:
| Сборная    | Способ квалификации             | Участие | В последний раз       | Лучший результат                  |
| ---------- | ------------------------------- | ------- | --------------------- | --------------------------------- |
| Израиль    | Организатор                     | 4-е     | 2018                  | Групповой этап (2003, 2005, 2018) |
| Нидерланды | Победитель элитной группы 1     | 14-е    | 2019 (чемпион)        | Чемпион (2011, 2012, 2018, 2019)  |
| Дания      | Победитель элитной группы 2     | 6-е     | 2018 (групповой этап) | Полуфиналист (2011)               |
| Германия   | Победитель элитной группы 3     | 13-е    | 2019 (групповой этап) | Чемпион (2009)                    |
| Испания    | Победитель элитной группы 4     | 14-е    | 2019 (полуфинал)      | Чемпион (2007, 2008, 2017)        |
| Франция    | Победитель элитной группы 5     | 13-е    | 2019 (полуфинал)      | Чемпион (2004, 2015)              |
| Италия     | Победитель элитной группы 6     | 10-е    | 2019 (2-е место)      | Финалист (2013, 2018, 2019)       |
| Сербия     | Победитель элитной группы 7     | 8-е     | 2018 (групповой этап) | Четвертьфинал (2002)              |
| Португалия | Победитель элитной группы 8     | 9-е     | 2019 (четвертьфинал)  | Чемпион (2003, 2016)              |
| Швеция     | Второе место в элитной группе 2 | 5-е     | 2019 (групповой этап) | Полуфиналист (2013)               |
| Бельгия    | Второе место в элитной группе 4 | 8-е     | 2019 (четвертьфинал)  | Полуфиналист (2007, 2015, 2018)   |
| Шотландия  | Второе место в элитной группе 3 | 6-е     | 2017 (групповой этап) | Полуфиналист (2014)               |
| Турция     | Второе место в элитной группе 7 | 8-е     | 2017 (полуфинал)      | Чемпион (2005)                    |
| Польша     | Второе место в элитной группе 6 | 3-е     | 2012 (полуфинал)      | Полуфиналист (2012)               |
| Болгария   | Второе место в элитной группе 8 | 2-е     | 2015 (групповой этап) | Групповой этап (2015)             |
| Люксембург | Второе место в элитной группе 5 | 2-е     | 2006 (групповой этап) | Групповой этап (2006)             |

Примечания
1. ↑  Дважды — как сборная Сербии и Черногории и шесть раз — как сборная Сербии.
2. ↑  В качестве сборной Сербии и Черногории.
3. 1 2 3 4 5 6 7  Одна из семи лучших команд, занявших второе место в группе в элитном раунде.

## Групповой этап
Расписание матчей финального турнира было объявлено 31 марта 2022 года.
В четвертьфинал турнира вышли команды, занявшие первое и второе место в своих группах.
| Критерии классификации команд на групповом этапе |
| --- |
| Место команды на групповом этапе определяется согласно следующим критериям: 1. очки, набранные во всех матчах группового этапа; 2. очки в очных встречах между командами с равенством общего количества очков; 3. разница голов в очных встречах между командами с равенством предыдущих показателей; 4. голы, забитые в очных встречах между командами с равенством предыдущих показателей; 5. разница голов во всех матчах группового этапа; 6. голы, забитые во всех матчах группового этапа; 7. послематчевые пенальти, если у двух команд равное количество очков и прочих вышеперечисленных показателей и они встречаются в последнем матче группового этапа; 8. дисциплинарные показатели: - жёлтая карточка: −1 очко; - непрямая красная карточка (за две жёлтые карточки): −3 очка; - прямая красная карточка: −3 очка; 9. коэффициенты УЕФА на момент жеребьёвки квалификационного раунда; 10. жребий. |

### Группа A
| Поз | Команда     | И | В | Н | П | МЗ | МП | РМ | О | Квалификация     |
| --- | ----------- | - | - | - | - | -- | -- | -- | - | ---------------- |
| 1   | Германия    | 3 | 3 | 0 | 0 | 9  | 2  | +7 | 9 | Выход в плей-офф |
| 2   | Италия      | 3 | 2 | 0 | 1 | 4  | 3  | +1 | 6 | Выход в плей-офф |
| 3   | Израиль (Х) | 3 | 1 | 0 | 2 | 3  | 4  | −1 | 3 |                  |
| 4   | Люксембург  | 3 | 0 | 0 | 3 | 0  | 7  | −7 | 0 |                  |

| Италия                    | 2:3     | Германия                                  |
| ------------------------- | ------- | ----------------------------------------- |
| - Бруно 44′ - Больцан 48′ | (отчёт) | - Бишоф 24′ - Ваннер 27′ - Пейчинович 56′ |

| Израиль                       | 3:0     | Люксембург |
| ----------------------------- | ------- | ---------- |
| - Юсупове 78′ 82′ - Зоаби 87′ | (отчёт) |            |

| Германия                                   | 3:0     | Люксембург |
| ------------------------------------------ | ------- | ---------- |
| - Вайпер 7′ - Ульрих 27′ - Ибрагимович 70′ | (отчёт) |            |

| Израиль | 0:1     | Италия       |
| ------- | ------- | ------------ |
|         | (отчёт) | Эспозито 75′ |

| Германия                       | 3:0     | Израиль |
| ------------------------------ | ------- | ------- |
| - Вайпер 59′ - Ребигер 64′ 67′ | (отчёт) |         |

| Люксембург | 0:1     | Италия               |
| ---------- | ------- | -------------------- |
|            | (отчёт) | Ди Маджио 25′ (пен.) |

### Группа B
| Поз | Команда    | И | В | Н | П | МЗ | МП | РМ | О | Квалификация     |
| --- | ---------- | - | - | - | - | -- | -- | -- | - | ---------------- |
| 1   | Нидерланды | 3 | 3 | 0 | 0 | 8  | 3  | +5 | 9 | Выход в плей-офф |
| 2   | Франция    | 3 | 2 | 0 | 1 | 11 | 4  | +7 | 6 | Выход в плей-офф |
| 3   | Польша     | 3 | 0 | 1 | 2 | 3  | 9  | −6 | 1 |                  |
| 4   | Болгария   | 3 | 0 | 1 | 2 | 2  | 8  | −6 | 1 |                  |

| Франция                                                            | 6:1     | Польша      |
| ------------------------------------------------------------------ | ------- | ----------- |
| - Дуэ 6′ (пен.) 15′ - Геген 27′ - Диалло 40′ - Тель 64′ - Бьяр 66′ | (отчёт) | Драхаль 74′ |

| Болгария     | 1:3     | Нидерланды                                    |
| ------------ | ------- | --------------------------------------------- |
| Георгиев 10′ | (отчёт) | - Мисехой 30′ - Бабади 60′ - ван Дёйвен 90+1′ |

| Нидерланды                          | 2:1     | Польша     |
| ----------------------------------- | ------- | ---------- |
| - Хёйсен 51′ (пен.) - Бурхаут 90+3′ | (отчёт) | Гверчо 88′ |

| Франция                                   | 4:0     | Болгария |
| ----------------------------------------- | ------- | -------- |
| - Тель 29′ 44′ - Аики 86′ - Заир-Эмри 89′ | (отчёт) |          |

| Нидерланды                                        | 3:1     | Франция    |
| ------------------------------------------------- | ------- | ---------- |
| - Хёйсен 76′ (пен.) - Миламбо 81′ - Бурхаут 90+4′ | (отчёт) | Диалло 13′ |

| Польша         | 1:1     | Болгария    |
| -------------- | ------- | ----------- |
| Славинский 47′ | (отчёт) | Трайков 83′ |

### Группа C
| Поз | Команда | И | В | Н | П | МЗ | МП | РМ | О | Квалификация     |
| --- | ------- | - | - | - | - | -- | -- | -- | - | ---------------- |
| 1   | Испания | 3 | 2 | 1 | 0 | 5  | 1  | +4 | 7 | Выход в плей-офф |
| 2   | Сербия  | 3 | 1 | 2 | 0 | 4  | 3  | +1 | 5 | Выход в плей-офф |
| 3   | Бельгия | 3 | 1 | 1 | 1 | 4  | 4  | 0  | 4 |                  |
| 4   | Турция  | 3 | 0 | 0 | 3 | 2  | 7  | −5 | 0 |                  |

| Сербия               | 1:1     | Бельгия            |
| -------------------- | ------- | ------------------ |
| Милошевич 88′ (пен.) | (отчёт) | Идумбо Музамбо 17′ |

| Турция | 0:2     | Испания                    |
| ------ | ------- | -------------------------- |
|        | (отчёт) | - Родригес 41′ - Браво 53′ |

| Сербия                       | 2:1     | Турция   |
| ---------------------------- | ------- | -------- |
| - Шливич 17′ - Милошевич 52′ | (отчёт) | Узун 43′ |

| Испания                  | 2:0     | Бельгия |
| ------------------------ | ------- | ------- |
| - Боньяр 12′ - Браво 45′ | (отчёт) |         |

| Испания   | 1:1     | Сербия               |
| --------- | ------- | -------------------- |
| Мелья 76′ | (отчёт) | Милошевич 88′ (пен.) |

| Бельгия                                                | 3:1     | Турция   |
| ------------------------------------------------------ | ------- | -------- |
| - Идумбо Музамбо 62′ (пен.) - Спилерс 73′ - Тальби 77′ | (отчёт) | Узун 76′ |

### Группа D
| Поз | Команда    | И | В | Н | П | МЗ | МП | РМ | О | Квалификация     |
| --- | ---------- | - | - | - | - | -- | -- | -- | - | ---------------- |
| 1   | Дания      | 3 | 2 | 0 | 1 | 7  | 4  | +3 | 6 | Выход в плей-офф |
| 2   | Португалия | 3 | 2 | 0 | 1 | 10 | 6  | +4 | 6 | Выход в плей-офф |
| 3   | Швеция     | 3 | 2 | 0 | 1 | 5  | 5  | 0  | 6 |                  |
| 4   | Шотландия  | 3 | 0 | 0 | 3 | 2  | 9  | −7 | 0 |                  |

1. 1 2 3  Команды набрали равное количество очков. Для ранжирования использовался показатель разницы мячей в очных встречах (Дания +1, Португалия 0, Швеция −1).

| Дания    | 1:2     | Швеция              |
| -------- | ------- | ------------------- |
| Саса 59′ | (отчёт) | Канга 3′ (пен.) 24′ |

| Шотландия   | 1:5     | Португалия                                                               |
| ----------- | ------- | ------------------------------------------------------------------------ |
| Макензи 62′ | (отчёт) | - Лима 8′ - Родригеш 26′ - Велозу 37′ (пен.) - Морейра 69′ - Рибейру 73′ |

| Дания                                              | 3:1     | Шотландия  |
| -------------------------------------------------- | ------- | ---------- |
| - Симмельхак 33′ - Макензи 47′ (авт.) - Йенсен 71′ | (отчёт) | Уилсон 35′ |

| Португалия                                     | 4:2     | Швеция                       |
| ---------------------------------------------- | ------- | ---------------------------- |
| - Рибейру 32′ - Велозу 37′ 60′ - Морейра 45+1′ | (отчёт) | - Канга 7′ - де Оливейра 80′ |

| Португалия | 1:3     | Дания                                         |
| ---------- | ------- | --------------------------------------------- |
| Лима 30′   | (отчёт) | - Нарти 62′ - Хансборг 70′ - Гомеш 90′ (авт.) |

| Швеция    | 1:0     | Шотландия |
| --------- | ------- | --------- |
| Канга 66′ | (отчёт) |           |

## Плей-офф
Расписание матчей стадии плей-офф было опубликовано 26 апреля 2022 года.

### Сетка плей-офф
|  | Четвертьфиналы         | Четвертьфиналы   |                  |       | Полуфиналы | Полуфиналы |  |  | Финал | Финал |
|  |                        |                  |                  |       |            |            |  |  |       |       |
|  | 25 мая — Ришон-ле-Цион |                  |                  |       |            |            |  |  |       |       |
|  |                        |                  |                  |       |            |            |  |  |       |       |
|  | Германия               | 1 (3)            |                  |       |            |            |  |  |       |       |
|  | Германия               | 1 (3)            | 29 мая — Нетания |       |            |            |  |  |       |       |
|  | Франция                | 1 (4)            |                  |       |            |            |  |  |       |       |
|  | Франция                | 1 (4)            | Франция          | 2 (6) |            |            |  |  |       |       |
|  | 26 мая — Нетания       |                  | Франция          | 2 (6) |            |            |  |  |       |       |
|  |                        | Португалия       | 2 (5)            |       |            |            |  |  |       |       |
|  | Испания                | Португалия       | 2 (5)            | 1     |            |            |  |  |       |       |
|  | Испания                |                  | 1 июня — Нетания | 1     |            |            |  |  |       |       |
|  | Португалия             | 2                |                  |       |            |            |  |  |       |       |
|  | Португалия             | 2                | Франция          | 2     |            |            |  |  |       |       |
|  | 25 мая — Нетания       |                  | Франция          | 2     |            |            |  |  |       |       |
|  |                        | Нидерланды       | 1                |       |            |            |  |  |       |       |
|  | Нидерланды             | Нидерланды       | 1                | 2     |            |            |  |  |       |       |
|  | Нидерланды             | 29 мая — Нетания |                  | 2     |            |            |  |  |       |       |
|  | Италия                 | 1                |                  |       |            |            |  |  |       |       |
|  | Италия                 | 1                | Нидерланды       | 2 (5) |            |            |  |  |       |       |
|  | 26 мая — Нетания       |                  | Нидерланды       | 2 (5) |            |            |  |  |       |       |
|  |                        | Сербия           | 2 (3)            |       |            |            |  |  |       |       |
|  | Дания                  | Сербия           | 2 (3)            | 1     |            |            |  |  |       |       |
|  | Дания                  |                  |                  | 1     |            |            |  |  |       |       |
|  | Сербия                 | 2                |                  |       |            |            |  |  |       |       |
|  | Сербия                 | 2                |                  |       |            |            |  |  |       |       |

### Четвертьфиналы
Четвертьфинальные матчи прошли 25 и 26 мая 2022 года.
| Германия                                                           | 1:1 (доп. вр.) | Франция                                                      |
| ------------------------------------------------------------------ | -------------- | ------------------------------------------------------------ |
| Вайпер 38′                                                         | (отчёт)        | Саттель 19′                                                  |
| Пенальти                                                           |                |                                                              |
| - Шульц - Пейчинович - Бишоф - Ибрагимович - Краттенмахер - Фритши | 3:4            | - Заир-Эмри - Бьяр - Атангана Эдоа - Кабамба - Тель - Диалло |

| Нидерланды                     | 2:1     | Италия       |
| ------------------------------ | ------- | ------------ |
| - Мисехой 27′ - ван Дёйвен 43′ | (отчёт) | - Липани 64′ |

| Дания          | 1:2     | Сербия                     |
| -------------- | ------- | -------------------------- |
| Э. Хёйлунн 48′ | (отчёт) | - Симич 3′ - Милошевич 64′ |

| Испания    | 1:2     | Португалия                         |
| ---------- | ------- | ---------------------------------- |
| Боньяр 17′ | (отчёт) | - Морейра 9′ - Родригеш 63′ (пен.) |

### Полуфиналы
Полуфинальные матчи прошли 29 мая 2022 года.
| Франция                                             | 2:2 (доп. вр.) | Португалия                                                 |
| --------------------------------------------------- | -------------- | ---------------------------------------------------------- |
| - Заир-Эмри 8′ - Муньис 45+1′ (авт.)                | (отчёт)        | - Морейра 12′ - Эссугу 20′                                 |
| Пенальти                                            |                |                                                            |
| - Геген - Диалло - Кабамба - Бьяр - Тель - Битшиабу | 6:5            | - Гонсалвеш - Муньис - Родригеш - Эссугу - Джало - Мендоса |

| Нидерланды                                            | 2:2 (доп. вр.) | Сербия                                        |
| ----------------------------------------------------- | -------------- | --------------------------------------------- |
| - ван Дёйвен 47′ - Слори 73′                          | (отчёт)        | - Милошевич 50′ - Миятович 55′                |
| Пенальти                                              |                |                                               |
| - Хёйсен - ван ден Хойвель - Агугиль - Кляйн - Бабади | 5:3            | - Станкович - Радоньич - Шливич - Серафимович |

### Финал
Финальный матч прошёл 1 июня 2022 года.
| Франция         | 2:1     | Нидерланды |
| --------------- | ------- | ---------- |
| Кэмбеди 58′ 60′ | (отчёт) | Слори 48′  |

| Чемпион Европы по футболу среди юношей до 17 лет 2022 |
| ----------------------------------------------------- |
| Франция Третий титул                                  |

## Бомбардиры
Примечание: В скобках указано, сколько голов из общего числа забито с пенальти.
5 голов
- Йован Милошевич (2)

4 гола
- Афонсу Морейра
- Жарделль Канга (1)

3 гола
- Нельсон Вайпер
- Джейсон ван Дёйвен
- Жуан Велозу (1)
- Матис Тель

2 гола
- Станис Идумбо Музамбо (1)
- Сидней Ребигер
- Ян Юсупове
- Хавьер Боньяр
- Икер Браво
- Йорам Бурхаут
- Габриэл Мисехой
- Джейден Слори
- Дин Хёйсен (2)
- Иван Лима
- Родригу Рибейру
- Жозе Родригеш (1)
- Джан Узун
- Зумана Диалло
- Дезире Дуэ (1)
- Варрен Заир-Эмри
- Саэль Кэмбеди

1 гол
- Йорне Спилерс
- Шемсдин Тальби
- Мартин Георгиев
- Стефан Трайков
- Том Бишоф
- Пауль Ваннер
- Арийон Ибрагимович
- Дженан Пейчинович
- Лорин Ульрих
- Маркус Йенсен
- Ной Нарти
- Ноа Саса
- Александр Симмельхак
- Элиас Хансборг
- Эмиль Хёйлунн
- Карем Зоаби
- Давид Мелья
- Дани Родригес
- Алессандро Больцан
- Кевин Бруно
- Лука Ди Маджио (1)
- Лука Липани
- Франческо Пио Эспозито
- Исак Бабади
- Антони Миламбо
- Томмазо Гверчо
- Давид Драхаль
- Оливер Славинский
- Дариу Эссугу
- Йован Миятович
- Ян-Карло Симич
- Йован Шливич
- Наим Бьяр
- Аксель Геген
- Том Саттель
- Айман Аики
- Магнус Макензи
- Рори Уилсон
- Леонардо де Оливейра

Автоголы
- Магнус Макензи в матче против Дании
- Луиш Гомеш в матче против Дании
- Жуан Муньис в матче против Франции